# Лабрадорско течение
Лабрадорското течение е бавнодвижещо се тяло от студени повърхностни води в северния Атлантически океан, придвижващо се на юг по край брега на Лабрадор и Нюфаундленд, за да се срещне с насоченото на север течение Гълфстрийм.
По-плътно то потъва под по-топлите води. През лятото течението достига само до Кейп Код, Масачузетс, САЩ; но зиме може да проникне на юг до Вирджиния, като често по това време айсберги биват отнасяни на юг, попадайки на корабните маршрути от Ню Йорк и Европа.
Влиянието на тези хладни води върху климата на северноамериканския източен бряг е много значимо; Ню Йорк например е на същата ширина, както Южна Италия, но има много по-хладен климат, поради въздействието на Лабрадорското течение.